# 人民民主党 (インドネシア)
人民民主党(じんみんみんしゅとう、インドネシア語：Partai Rakyat Demokratik、略称PRD)は、インドネシアの民主社会主義政党である。

## 歴史
1980年代後半、スハルト大統領の独裁体制に抗議する学生運動がジャワやバリ島、ロンボク島で組織された。そのうちの一つであるジョグジャカルタ学生連帯（SMY）はジャワ島全域やほかの地域でも活発な活動を行っていた。
1994年5月23日に、スーゲン・バハジョーが人民民主同盟（PRD）を設立すると、これらの団体の多くが参加した。翌年、組織が分裂し、スーゲンがインドネシア人民民主運動（PADI）を結成すると、残存メンバーはジョグジャカルタ学生連帯のブディマン・サジャットミコを指導者とし活動を継続、1996年4月14日から2日間にわたって臨時集会を開き人民民主党と改称した。当時、インドネシア民主党は党首のメガワティ・スティアワティ・スカルノプトゥリへの党内からの退陣工作・分裂騒動（「メガワティ降ろし」）のさなかで、民主党本部に立てこもったメガワティ支持派への強制排除とそれに端を発する一般市民による動乱が起き、軍との衝突によって多数の死傷者が出ていた。この時、人民民主党はメガワティを支持する集会に参加していた。これを口実に当局は人民民主党を「インドネシア共産党とアムネスティ・インターナショナルの関連組織である共産主義組織である」として、仲間を「同志」と呼んだことや共産党が使っていた言葉と類似した言葉を使ったことなどを根拠として、幹部を指名手配した。ブディマンはこれを否定し「共産党は9月30日事件で消滅した」と弁明したが、8月から9月にかけブディマンを含む幹部が逮捕された。ブディマンは懲役13年の判決を受けたものの、スハルト失脚後解放された。
1997年に総選挙に出馬したが0.07％の得票率で敗北した。

## 政治路線
パンチャシラを尊重し、民主社会主義を掲げ資本主義に反対している。21世紀の社会主義を掲げており、民主主義革命を通じて自然や資源を州が保有し、労働組合による自主管理による経済を目指している。(自主管理社会主義)すべての病院を州が運営することで医療を安価に受けられるようにすることを主張。封建制や軍による独裁に反対し、世界人権宣言に基づきすべての差別的法律を廃止することを求めている。